# Agneta Olsson (dansbandssångerska)
Ej att förväxla med Agneta Olsson (popsångerska) (född 1952). För andra personer med samma namn, se Agneta Olsson.
Ulrika Agneta Olsson, född 7 september 1964 i Nordmalings församling i Västerbottens län, är en svensk dansbandssångerska och låtskrivare. Som artist använder hon även stavningen Olzzon.
Uppvuxen i Hörnsjö i Nordmalings kommun i Ångermanland har Agneta Olsson turnerat sedan 1987, med olika artister som Kikki Danielsson. Hon har varit medlem i dansbandet Martinez, som hon lämnade 2002, och är numera verksam i Thor Görans samt i Agneta & Peter, där hon samarbetar med Peter Grundström.
Olsson har medverkat i TV-program som Bingolotto, Café Norrköping och Existens, men också i olika festivaler som Vattenfestivalen i Stockholm. Hon är även låtskrivare och har haft flera låtar på Svensktoppen.
Agneta Olsson är sambo med musikerkollegan Peter Grundström (född 1957). Tillsammans är de verksamma i Björna i Örnsköldsviks kommun, där de driver skivbolaget ARS Records.

## Diskografi i urval
- 1999 – Mer än en vän, Martinez (Mariann Grammofon)[6]
- 2001 – En dans i morgonsolen, Martinez (Mariann Grammofon)[6]
- 2009 – På väg tillsammans med Agneta & Peter, Agneta Olsson & Peter Grundström[8]
- 2014 – Världens under, Thor Görans (ARS Records)[9]